# Tatranská Lesná

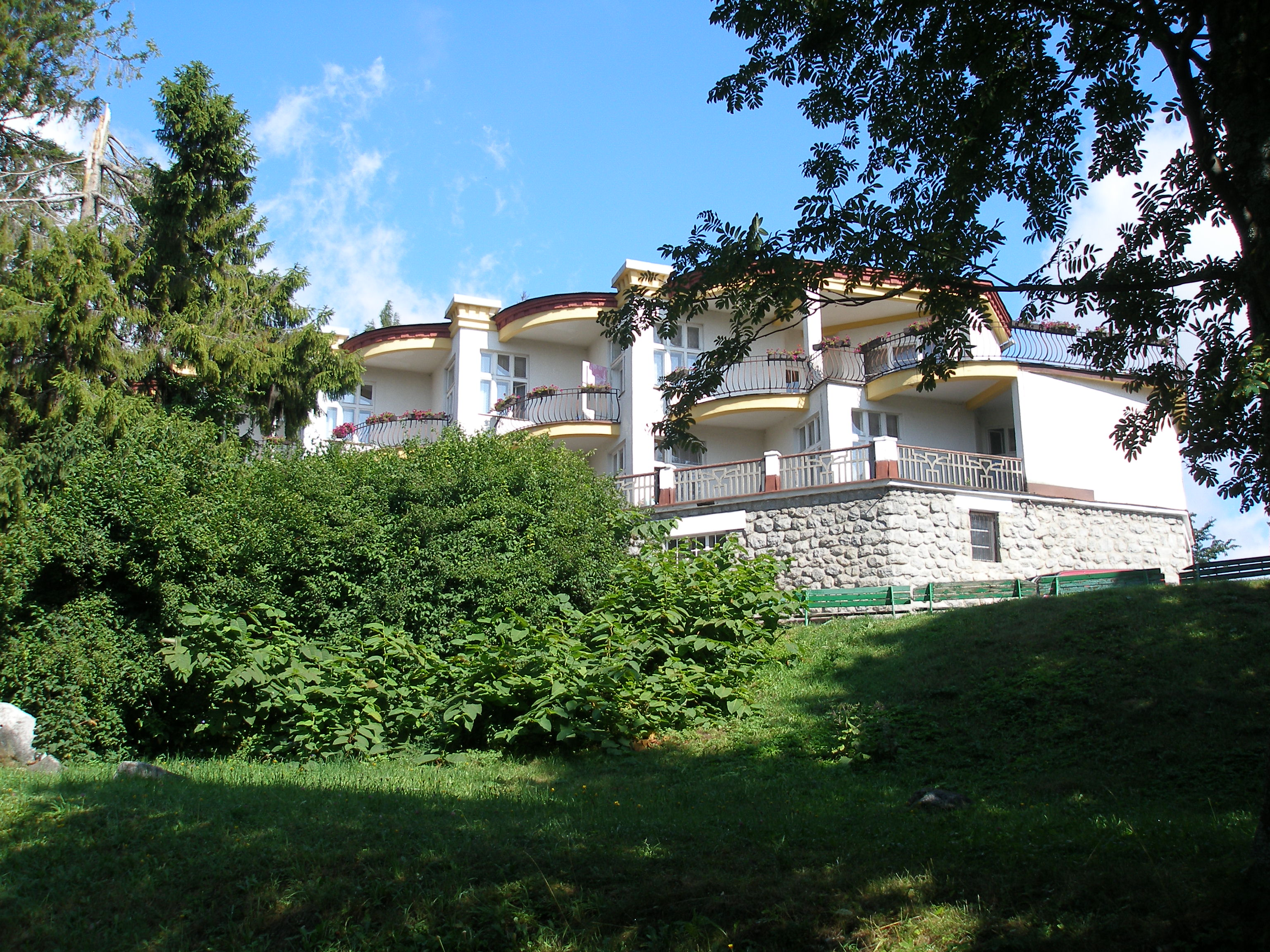
Bauwerk in Tatranská Lesná

Wappen von Tatranská Lesná

Tatranská Lesná (deutsch Tatrawaldheim) ist ein kleiner Stadtteil der Stadt Vysoké Tatry und Erholungsort auf der slowakischen Seite der Hohen Tatra, am rechten Ufer des Bachs Studený potok, zwischen den Stadtteilen Horný Smokovec im Westen und Tatranská Lomnica im Osten. Das Ortszentrum liegt auf einer Höhe von 915 m n.m.
Das Gebiet von Tatranská Lesná war in den Vergangenheit Teil des Gemeindegebiets von Stará Lesná (deutsch Altwalddorf) und entstand 1927, als hier erste kleinere Pensionsbetriebe gebaut wurden. Zuerst nannte man nur die einzelnen Gebäude (Bohemia, Carpathia, Slovan), erst nach der Fertigstellung der Kinderheilanstalt des Dr. Jurecký, genannt Detský raj (wörtlich Kinderparadies), erhielt der Ort den heutigen Namen. Auch heute ist diese Heilanstalt das Hauptobjekt des Stadtteils.
In Tatranská Lesná befinden sich die Haltestelle Tatranská Lesná an der Elektrischen Tatrabahn und die Bushaltestelle Vysoké Tatry, Tatranská Lesná, ferner liegt der Ort direkt an der Cesta II. triedy 537 („Straße 2. Ordnung“), die hier als Teil des Straßenzugs Cesta Slobody (deutsch Freiheitsstraße) gilt. Zwischen Tatranská Lesná und Tatranská Lomnica zweigt die Cesta III. triedy 3102 („Straße 3. Ordnung“) nach Stará Lesná ab.